# Wilhelm Risse (Sänger)
Wilhelm Risse (* um 1810 in Dresden; † nicht ermittelt) war ein deutscher Opernsänger (Bass).

## Leben und Wirken
Risse war königlich-sächsischer Hofopernsänger in Dresden und übernahm Hauptrollen wie Marcell in den Hugenotten, Osmin in der Entführung, Sarastro u. a. Er gab auch Gesangsausbildung. Zu seinen Schülern zählte Oskar von Krebs.